# 이자인
이자인(李資仁, ? ∼ 1091년(선종 8))는 고려시대 중기의 문신, 외척이다. 본관은 인주(仁州)이다. 중서령을 지낸 이자연(李子淵)의 손자이며, 문하시중을 지낸 이정(李頲)의 아들이다. 인예왕후, 인경현비, 인절현비의 친조카이며 이자겸은 그의 사촌형제간이었다.

## 생애
문종 때 과거에 급제하여 여러 관직을 거친 뒤, 1081년(문종 35) 시어사(侍御史)가 되었다. 1083년(선종 즉위년) 문종과 순종이 잇달아 죽자 요나라 등에서는 독살의혹이 제기되었고, 고려 정벌을 빌미로 군사를 준비하는 것을 고상사(告喪使)로 요나라에 가서 의구심을 품고 있던 것을 잘 설득하고 돌아와 전란이 번지는 것을 막았다.
그는 글씨를 잘 썼다. 그 뒤 병부시랑(兵部侍郎)이 되었다. 1085년 병부시랑으로 공부상서(工部尙書) 임개(林槪) 등과 함께 등극사(登極使)로 송나라에 다녀왔으며, 1086년 우간의대부 상서좌승(右諫議大夫尙書左丞)을 거쳐 1088년 전중감중추원부사(殿中監中樞院副使)가 되었다.

## 같이 보기
- 이정
- 이호
- 이석
- 이자연
- 이자겸
- 김은부
- 김충찬
- 이자량
- 이자의